# 俄勒岡鎮區 (愛荷華州華盛頓縣)
俄勒岡鎮區（英語：Oregon Township）是位於美國愛荷華州華盛頓縣的一個行政鎮區。

## 地方資料
根據2010年美國人口普查的數據，俄勒岡鎮區的面積為93.71平方千米，當中陸地面積為93.61平方千米，而水域面積為0.10平方千米。當地共有人口956人，而人口密度為每平方千米10.2人。